# Federici (famiglia)
Federici (de Fedricis o de Federicis) fu una famiglia originaria della Val Camonica che ebbe un ruolo di rilievo nella storia della vallata tra medioevo ed età moderna. 

## Genealogia
Il primo a illustrare l'origine della famiglia Federici è il cronista bresciano Giacomo Malvezzi (Brescia, 1380 - 9 aprile 1454 (?)), nelle sue Chronicon brixianum ab origine urbis ad annum usque MCCCXXXII. Egli riporta il racconto secondo cui i de Bruxatis (Brusati) e i Federici fossero in origine un'unica stirpe, ma sorgendo contrasti tra loro una parte si scontro con l'altra: si salvò a stento um bambino che ricevette il nome di Bruxatus perché ustionato dal fuoco. La parte vincitrice si chiamò invece Federico dal nome di un uomo egregio, il più meritivole di quella fazione. L'autore mostra però scetticismo in merito a questa versione, ritenendo dalle sue fonti che i de Bruxatis avessero possedimenti in Valcamonica tempi lontanissimi e che nei manoscritti non vengono mai definiti de Brusati, ma appunto Bruxati: i Federici ottennero i loro beni in valle quindi solo successivamente, forse durante la dominazione dei Visconti nel Trecento, che "cancellò i privilegi e tutti i diritti acquisiti dai nobili de Bruxatis".
Secondo invece una Genealogia del 1028 riportata nel Codice federiciano, manoscritto di inizio Settecento compilato da don Camillo Federici, che raccoglieva le memorie antiche della famiglia, i Federici affondavano le loro radici in tale Federico, figlio di Costanza Alemanna e Giulio Silvio, fratello dell'imperatore Ottaviano Augusto.
Negli anni '30 del XX secolo don Alessandro Sina recuperado la versione del Malvezzi, argomentò come i Federici discendessero dai Brusati di Brescia, e non viceversa. I Brusati, che discendevano a loro volta di signori bergamaschi da Mozzo che possedevano diritti n bassa Valle Camonica già nel XI secolo, si divisero a loro volta tra "Brusati bresciani" e "Brusati camuni": questi ultimi presero successivamente il nome di Federici.
Ramificazioni della famiglia Federici:
|                       |                       |                      |                      |            |            |         |                             |             |             |         |         |               |               |             |             |            |            |        |        |            |            |
|                       |                       |                      |                      |            |            |         | da Mozzo                    |             |             |         |         |               |               |             |             |            |            |        |        |            |            |
|                       |                       |                      |                      |            |            |         |                             |             |             |         |         |               |               |             |             |            |            |        |        |            |            |
|                       |                       |                      |                      |            |            |         |                             |             |             |         |         |               |               |             |             |            |            |        |        |            |            |
|                       |                       |                      |                      |            |            |         | Brusati                     |             |             |         |         |               |               |             |             |            |            |        |        |            |            |
|                       |                       |                      |                      |            |            |         |                             |             |             |         |         |               |               |             |             |            |            |        |        |            |            |
|                       |                       |                      |                      |            |            |         |                             |             |             |         |         |               |               |             |             |            |            |        |        |            |            |
|                       |                       |                      |                      |            |            |         | Federici di Montecchio 1200 |             |             |         |         |               |               |             |             |            |            |        |        |            |            |
|                       |                       |                      |                      |            |            |         |                             |             |             |         |         |               |               |             |             |            |            |        |        |            |            |
|                       |                       |                      |                      |            |            |         |                             |             |             |         |         |               |               |             |             |            |            |        |        |            |            |
|                       |                       | Gorzone 1250         | Gorzone 1250         |            |            |         |                             |             |             |         |         | Erbanno 1250  | Erbanno 1250  |             |             |            |            |        |        |            |            |
|                       |                       |                      |                      |            |            |         |                             |             |             |         |         |               |               |             |             |            |            |        |        |            |            |
|                       |                       |                      |                      |            |            |         |                             |             |             |         |         |               |               |             |             |            |            |        |        |            |            |
| Artogne 1331          | Artogne 1331          | Angolo               | Angolo               | Esine 1314 | Esine 1314 |         |                             |             |             |         |         | Edolo-Mu 1350 | Edolo-Mu 1350 |             |             |            |            |        |        |            |            |
|                       |                       |                      |                      |            |            |         |                             |             |             |         |         |               |               |             |             |            |            |        |        |            |            |
|                       |                       |                      |                      |            |            |         |                             |             |             |         |         |               |               |             |             |            |            |        |        |            |            |
| Federici di Treviglio | Federici di Treviglio | Federici della Corte | Federici della Corte | Vezza 1400 | Vezza 1400 | Brescia | Brescia                     | Ossana 1407 | Ossana 1407 | Erbanno | Erbanno | Breno 1500    | Breno 1500    | Teglio 1440 | Teglio 1440 | Borno 1500 | Borno 1500 | Sonico | Sonico | Cemmo 1500 | Cemmo 1500 |

In Valle Camonica sono ricordate le ramificazioni:
- Federici di Montecchio (de Montigio). Probabilmente il ceppo più antico risalente al XIII secolo.
- Federici di Gorzone. Noti per il castello e il monumento funebre di Isonno Federici.
- Federici di Angolo. Nel XV secolo emerge la figura di Comicino, noto per politiche altalenanti tra Visconti, Malatesta e Venezia.
- Federici di Esine. A partire dal XIV discesero da Ziliolo di Boyaco di Montecchio, che nel 1314 acquistò le proprietà degli Umiliati di Esine.
- Federici di Erbanno. A partire dal XIV si espandono in alta Valle Camonica con Pasino, da cui discenderà Giovanni che otterrà il titolo di conte del pievato di Edolo e Dalegno nel 1410.

Fuori dalla Valle Camonica si ricordano:
- Federici di Teglio. Discendenti dal conte Giovanni di Pasino, emigrati in Valtellina per motivi politici a seguito della conquista veneziana della Valle Camonica.
- Federici di Ossana. Discendenti dal conte Giovanni di Pasino, emigrati in Val di Sole.
- Federici di Brescia. Numerosi Federici richiesero l'ammissione al patriziato della città di Brescia per ottenere prestigio e beneficio economico.

Altri Federici forse connessi al ramo camuno:
- Federici di Monterotondo: il ramo della famiglia che ebbe molto successo economico e commerciale nel 1800/1900.
- Federici di Roma: molto vicini ai precedentemente citati di Monterotondo che fecero ricchezze poco prima del 1800.

## Il Duecento: le lotte con Brescia

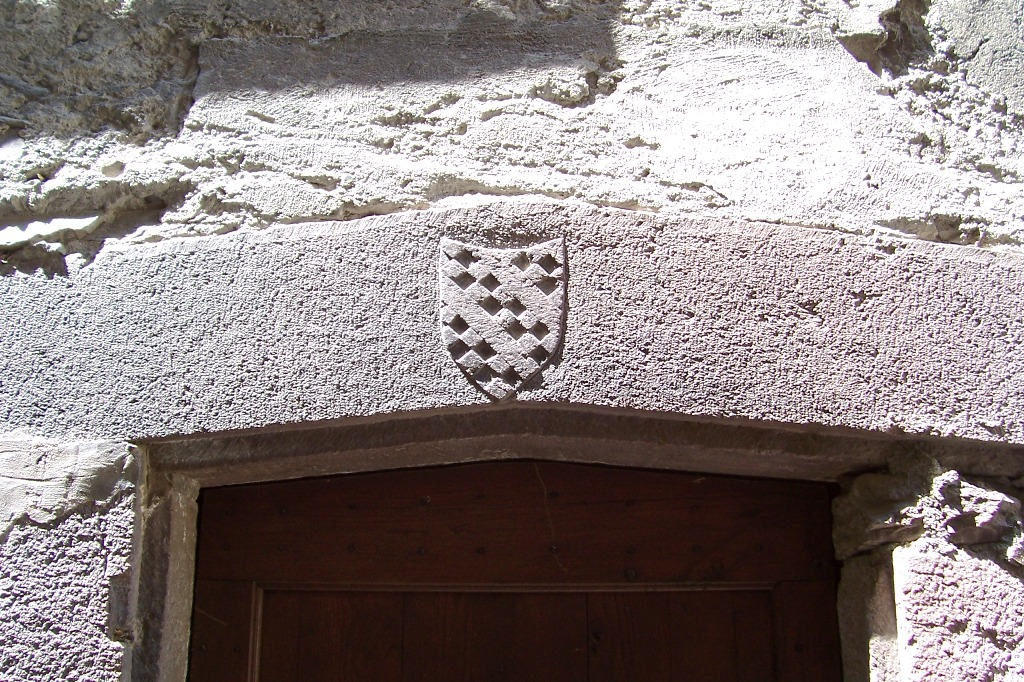
Stemma Federici su una casa di Angolo Terme

Il nome della famiglia è registrato per la prima volta in un atto del 1200 tra gli abitanti di Darfo e Montecchio e i signori del Monticolo. Tra i sottoscrittori è presente un Lanfranco Brusati (Laffrancum d. Brusati) che è indicato come capo dei Federici (qui dicitur caput Federicorum). In un atto di investitura del 1254 si nominano Telezio, Anzelero e Zenone figli di Federico da Montecchio.
Nel corso del XIII secolo la Valle Camonica fu interessata dalle mire espansionistiche del comune di Brescia: a seguito del periodo di instabilità dovuto alla morte dell'imperatore Federico II, verso gli anni '80 la città ottenne stabilità interna tra le fazioni donandosi a Carlo d'Angiò. Questa situazione le consentì di interessarsi al dominio sul contando ed in particolare verso la Valcamonica, dove risiedevano alcune consorterie avverse alla parte dominante nella città (definiti estrinseci o malesardi).
Nel 1288, volendo probabilmente vendicare un qualche tipo di sopruso i Federici, di concerto con altri ribelli, assalirono il castello di Iseo e «mandarono a fil di spada quanti della contraria parte li giunsero alle mani».
Il 20 novembre 1288 il comune di Brescia emise un bando contro i ribelli, che venne registrato negli statuti cittadini: nel testo sono esplicitamente perseguitati tutti quelli di casa Federici (omnese de domo de Federici), tra i quali: Fachino, Giacomo detto Calcagno, Giovanni detto Martina, i figli del fu Zenone, Anzelerio e Boiaco. Taglie erano imposte per la consegna, vivi o morti, dei maggiori di quindici anni. Ricompense erano inoltre indicate per la cattura di alcune roccaforti ribelli: Montecchio (1000 libbre imperiali), Gorzone, Esine e Breno (500), Prestine e Cimbergo (200), Vezza e Dalegno (100). Un premio ulteriore di 300 libbre si aggiungeva per la distruzione (terras cremaverit totaliter vel cremari fecerit) di Gorzone, Esine e Breno.
Nel 1291 le parti in lotta giunsero ad una pacificazione grazie all'intervento come arbitro di Matteo Visconti, Capitano di Milano. Il Codice federiciano riporta il testo di diversi atti di pace sia con i ribelli, sia con l'intera vallata. I Federici ottennero di poter rientrare nelle possessioni che avevano al tempo del podestà bresciano Francesco della Torre, di poter partecipare al collegio cittadino della Società dei mille, immunità sui dazi per cinque anni, eccetto la gabella sul sale, un rimborso di 2300 libbre imperiali in buona moneta di Brescia da riscuotere presso la città di Milano.

## Il Trecento: la signoria viscontea

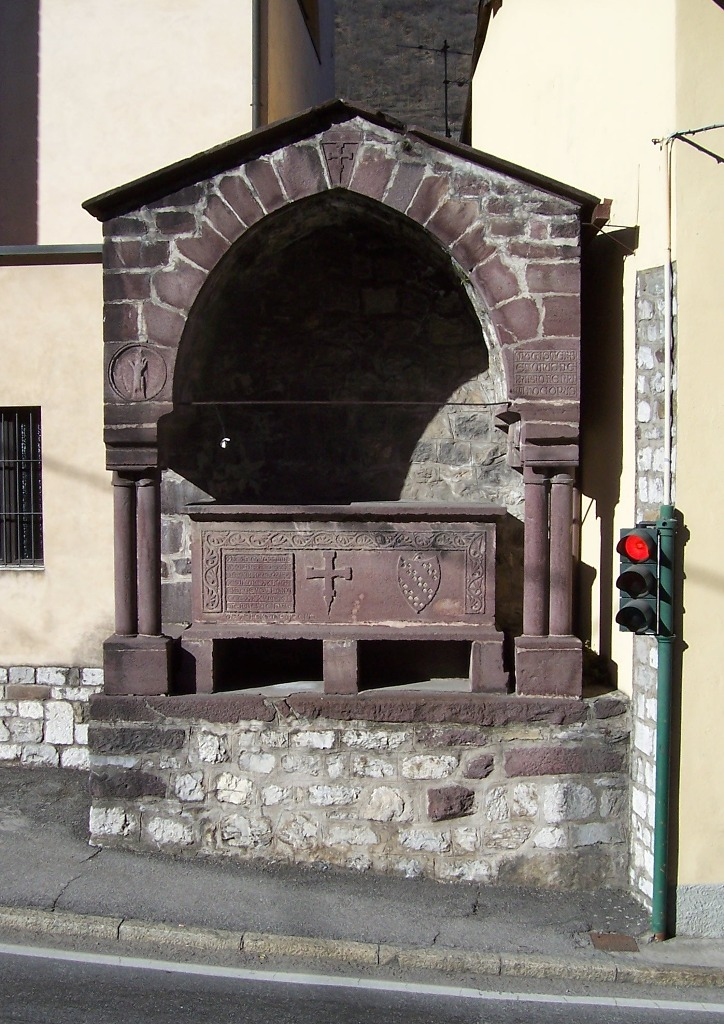
Il sepolcro di Isonno Federici a Gorzone

Negli anni Trenta del Trecento i Visconti si impongono come signori della Lombardia orientale. Il rapporto che legavano i Federici alla casata milanese fanno sì che durante questo secolo la consorteria camuna si affermò su ampie fasce del territio della Valle Camonica. 
Nel 1331 Zanone, detto Mastaio e Ziliolo figli di Bojaco Federici di Gorzone acquistano da Girardo Brusati tutti i beni e i diritti che quest'ultimo aveva ad Artogne.
Sul finire del secolo emerse il ceppo il Edolo-Mù, derivato da Pasino da Erbanno e dai suoi figli Giovanni e Gerardo, molto attivi come leaders della fazione filo-milanese (detta ghibellina) contro quella anti-milanese (guelfa). Il 31 dicembre 1398 furono presenti alla Pace di Breno. 
Nell'inverno 1410-1411 (o quello precedente) è plausibile che i Federici di Mu partecipassero all'eccidio di Lozio che portò al quasi sterminio dell'avversaria consorteria dei Nobili: la rocca dei da Lozio rimase in possesso dei Federici dell'alta Valle Camonica sino al 1428.
Il 7 giugno 1410 Giovanni Federici ottenne il titolo di conte del pievato di Edolo e Dalegno, con mero et mixto imperio et gladii potestaste
Il 27 maggio 1420 Filippo Maria Visconti concede ai Federici l'esenzione delle taglie della Valle Camonica, eccetto per quelli riguardanti lo «stipendio del podestà, le riparazioni, i castelli, i ponti e le strade».

## Il Quattrocento: la dominazione veneziana

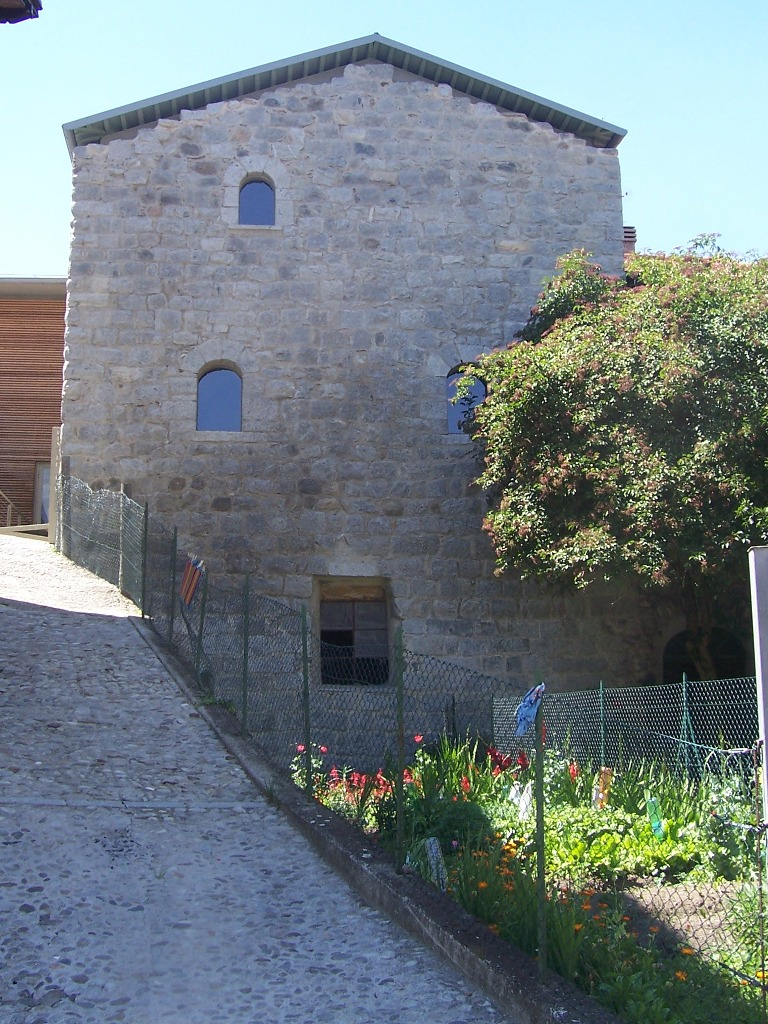
Vezza d'Oglio, Torre Federici

Nella seconda metà degli anni '20 del Quattrocento la Repubblica di Venezia entra in guerra con il Ducato di Milano per il controllo della Lombardia orientale. Nel 1426 Brescia si dona ai veneziani. La Valle Camonica viene conquistata manu militari alla fine del 1427: tra le ultime roccaforti a cadere è quella di Mu, dove era insediato Alberto (Betinzone) Federici.
Con il diploma del 1º luglio 1428 il doge Francesco Foscari accoglie la dedizione della comunità di Valle Camonica nella Repubblica di Venezia.
Il 5 luglio 1428 Giacomo Federici figlio del conte Giovanni riceve una ducale dal Capitano di Valle Giacomo Barbarigo con la quale può trasferire ad Ossana, in Val di Sole, tutti i suoi beni camuni.
Il 10 aprile 1438 i Federici, riunitisi nel castello di Gorzone, danno procura a Comincino ed Alberto di andare al convegno ghibellino a Chiari e porsi come alleati dei Visconti.
Nel 1444 il conte Damiolo Federici di Teglio, discendente dal ramo del conte Giovanni in esilio in Valtellina, presumibilmente a causa di uno sgarbo ricevuto, scende con un gruppo di fedeli a Sonico saccheggiando la casa del cugino. Ripasserà il passo dell'Aprica con una somma pari a 4424 ducati.
Dopo la Pace di Lodi del 9 aprile 1454 il duca di Milano Francesco Sforza rinuncia formalmente al possesso della Valle Camonica a favore della Repubblica di Venezia.
Il 15 gennaio 1477 si definì la transazione tra la famiglia Federici e la comunità di Valle Camonica nella quale si stabilì una ripartizione dei carichi fiscali e che «detti Federici potessero e dovessero partecipare a tutti li offici, benefici, ed utilità della Valle a ragione del loro estimo».
La famiglia ebbe propri rappresentanti fissi nei seguenti consigli valliggiani: 1 nel Consiglio dei Ragionati o Elezionari, 1 nel Consiglio segreto, 2 nel Consiglio generale. 
Tra il 1458 e il 1697 dei membri di questa famiglia hanno ricoperto per 54 volte la carica di Sindaco della Comunità di Valle Camonica.

## Dal Cinquecento al Settecento: i secoli veneti

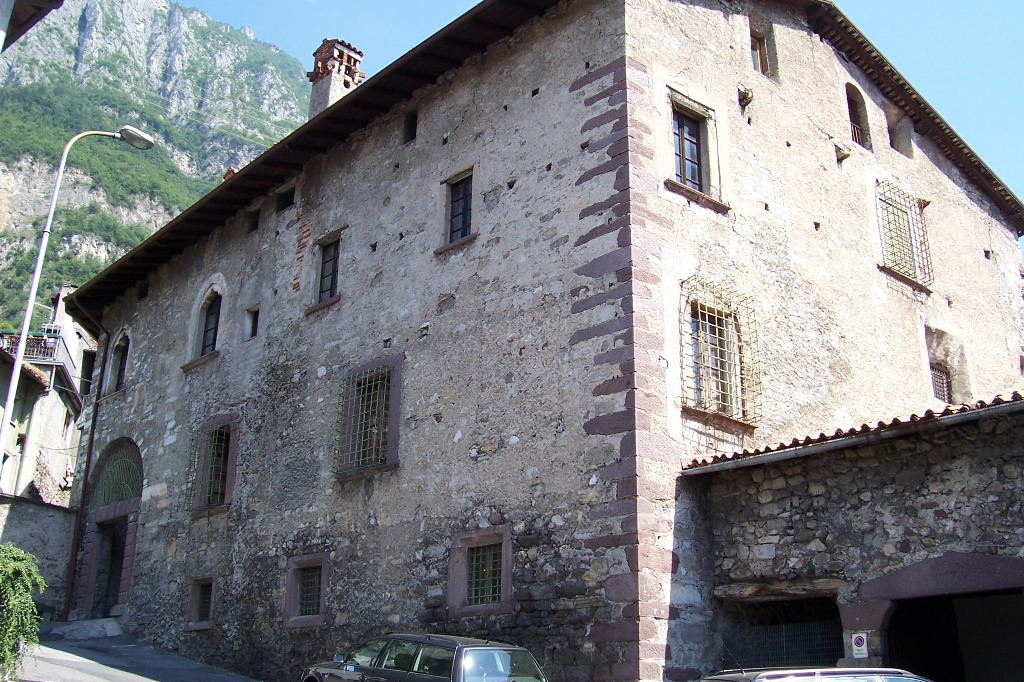
Palazzo Federici ad Erbanno

Tra il 1509 e il 1517 la Valcamonica è sotto il controllo di Luigi XII re di Francia, a seguito della Lega di Cambrai. Sono ricordati i traditori, chiamati così già al tempo, che tentarono di strappare la Valcamonica e consegnarla al castello francese di Tirano: Filippo Pietro ed Antonio Federici di Edolo, Giovanni Franceschini di Vezza, Giovanni Tabachini dell'Aprica, il Motti del Buso e Rona suo fratello, tutti quelli della famiglia Antonioli di Monno e alcuni di Saviore. Il patto, stipulato in casa di Filippo Federici il 24 maggio 1509, permette al duca di Tirano Giacomo Trivulzio, che si faceva chiamare Dux Gallorum, di occupare la Valcamonica. Il territorio tornerà sotto il controllo veneto con la pace di Noyon, nel 1512, grazie anche allo stato dei Grigioni, si scacciarono i francesi dalla Valtellina.
Nel 1610 il rettore veneziano di Brescia Giovanni da Lezze elencava 54 fuochi dei Federici in Valle Camonica.
Il loro potere venne a decadere sotto il governo della Serenissima, a cui dovettero adattarsi con vicende altalenanti a partire dal 1428, che obbligò le potenti famiglie camune ad abbandonare le loro rocche ed i loro privilegi.
Nel Settecento i privilegi della famiglia Federici subirono gravi attacchi da parte della nuova borghesia emergente, in particolare dal ricchissimo commerceinate di ferrarezza Lodovico Panzerini di Cedegolo. Nel 1743 si arrivò anche ad uno scontro a fuoco tra gli sgherri del Panzerini e quelli di Giovanni Federici a Darfo.
Nel 1761 negli ordini di Pier Andrea Capello si legge che ci sono gravi difficoltà nel reperire rappresentanti dei Federici per i Consigli di Valle, ove essi avevano da accedere per diritto.
Nel 1797, a seguito del proclama «Bravi popoli Camuni» emanato dal sindaco di Valle Tomaso Quartari a favore della resistenza contraria alla giacobina Repubblica bresciana, la comunità di Valle affidò il contingente militare camuno di difesa ai comandi di Pietro Antonio e Giacinto Lanfranco Federici. La spedizione però si sciolse non appena i francesi si unirono ai rivoltosi bresciani, ponendo fine al dominio della Serenissima in Valcamonica.

## Personaggi illustri
- Isonno Federici (o Vson[27], † 1336) di Zenone, a cui è dedicata l'arca funebre a Gorzone.
- Giovanni Federici (†1416) di Pasino, conte del pievato di Edolo e Dalegno.
- Cesare Federici (Erbanno, 1530 circa – 1600/1603), tra il 1563 ed il 1582 viaggiò nelle indie orientali scrivendone uno zibaldone
- Fortunato Federici (Esine, 11 agosto 1778 – Padova, 12 maggio 1842): filologo e bibliotecario.
- Orazio Federici da Esine, vicario del vescovo di Bergamo.

## Stemma
È possibile individuare almeno tre varianti dello stemma della famiglia Federici: l'antica, la moderna e la comitale.
Lo stemma antico della era blasonato:
D'oro a tre bande scaccate d'azzurro e d'argento.
A partire almeno dal Quattrocento, ma forse già nella seconda metà del Trecento, per indicare la partitanza con la fazione imperiale i Federici, al pari di altre famiglie locali, aggiungono il "capo dell'impero" (l'aquila) al proprio stemma:
"Troncato, nel 1º d'oro all'aquila di nero; nel 2º d'oro, alle tre bande, scaccate d'azzurro e d'argento".
Per il ramo che ricevette il titolo di comitale nel 1410 venne concessa dal Duca di Milano la facoltà di aggiungere la mezz'aquila imperiale allo stemma antico:
Partito, nel 1º d'oro alla mezz'aquila di nero uscente dalla partizione, nel 2º d'oro, alle tre bande, scaccate d'azzurro e d'argento.
Ulteriori varianti presentano o meno la presenza della corona nell'aquila oppure la brisura del colore azzurro nella parte scaccata dello scudo.

## Leggende
È possibile trovare riferimenti alla famiglia Federici nel folclore popolare della Valle Camonica.
- Si racconta che presso il castello di Gorzone esistesse un "pozzo delle lame" dove i signorotti del castello gettassero i corpi delle giovani di cui avevano abusato.

- Nell'alta Val Camonica si tramanda la leggenda che la famiglia Federici avesse goduto dello ius primae noctis. A Sonico si racconta che, alla fine del matrimonio di un certo Adamini, mentre si recava alla propria casa con la sua novella sposa, venisse fermato dal feudatario del luogo, fermamente deciso a riscuotere il suo diritto. Adamini dunque, preparato alla situazione, avrebbe estratto l'archibugio e con un colpo diretto avrebbe colpito il nobile, pronunciando la frase t'ho pagàt, che in dialetto camuno significa "ti ho pagato". Per questo motivo alla famiglia Adamini rimase il soprannome "Pagocc"[29].

## Albero genealogico
|                  |                     |                     |                     |                     |                     |                     |                     |                  |                  |                     |                     |                      |                      |                   |                   |                   |                   |
|                  |                     |                     |                     |                     |                     |                     |                     |                  |                  |                     |                     |                      |                      |                   |                   |                   |                   |
|                  |                     |                     |                     |                     |                     |                     |                     |                  |                  |                     |                     |                      |                      |                   |                   |                   |                   |
|                  |                     |                     |                     |                     |                     |                     |                     |                  |                  |                     |                     |                      |                      |                   |                   |                   |                   |
|                  |                     |                     |                     |                     |                     | Federico 1150-1233  |                     |                  |                  |                     |                     |                      |                      |                   |                   |                   |                   |
|                  |                     |                     |                     |                     |                     |                     |                     |                  |                  |                     |                     |                      |                      |                   |                   |                   |                   |
|                  |                     |                     |                     |                     |                     |                     |                     |                  |                  |                     |                     |                      |                      |                   |                   |                   |                   |
|                  |                     |                     |                     | Boyaco              | Boyaco              | Anzelerio 1170-1254 | Anzelerio 1170-1254 | Lanfranco        | Lanfranco        |                     |                     |                      |                      |                   |                   |                   |                   |
|                  |                     |                     |                     |                     |                     |                     |                     |                  |                  |                     |                     |                      |                      |                   |                   |                   |                   |
|                  |                     |                     |                     |                     |                     |                     |                     |                  |                  |                     |                     |                      |                      |                   |                   |                   |                   |
|                  |                     |                     |                     |                     | Lanfranco 1190-1210 | Lanfranco 1190-1210 | Bojaco 1200-1288    | Bojaco 1200-1288 |                  |                     |                     |                      |                      |                   |                   |                   |                   |
|                  |                     |                     |                     |                     |                     |                     |                     |                  |                  |                     |                     |                      |                      |                   |                   |                   |                   |
|                  |                     |                     |                     |                     |                     |                     |                     |                  |                  |                     |                     |                      |                      |                   |                   |                   |                   |
|                  | Ziliolo 1225-1314   | Ziliolo 1225-1314   |                     |                     |                     |                     |                     |                  |                  | Gerardo 1210-1250   | Gerardo 1210-1250   |                      |                      |                   |                   |                   |                   |
|                  |                     |                     |                     |                     |                     |                     |                     |                  |                  |                     |                     |                      |                      |                   |                   |                   |                   |
|                  |                     |                     |                     |                     |                     |                     |                     |                  |                  |                     |                     |                      |                      |                   |                   |                   |                   |
|                  | Marchesio 1310-1392 | Marchesio 1310-1392 |                     |                     |                     |                     |                     |                  | Pasino 1280-1330 | Pasino 1280-1330    | Giraudo 1310-1397   | Giraudo 1310-1397    |                      |                   |                   |                   |                   |
|                  |                     |                     |                     |                     |                     |                     |                     |                  |                  |                     |                     |                      |                      |                   |                   |                   |                   |
|                  |                     |                     |                     |                     |                     |                     |                     |                  |                  |                     |                     |                      |                      |                   |                   |                   |                   |
| Pietro 1391-1440 | Pietro 1391-1440    | Giovanni 1392-1427  | Giovanni 1392-1427  |                     |                     |                     |                     | Gerardo          | Gerardo          | Giovanni 1330-1415  | Giovanni 1330-1415  |                      |                      |                   |                   |                   |                   |
|                  |                     |                     |                     |                     |                     |                     |                     |                  |                  |                     |                     |                      |                      |                   |                   |                   |                   |
|                  |                     |                     |                     |                     |                     |                     |                     |                  |                  |                     |                     |                      |                      |                   |                   |                   |                   |
|                  |                     | Marchesio 1410-1465 | Marchesio 1410-1465 | Giacomino 1370-1454 | Giacomino 1370-1454 | Pasino 1350-1415    | Pasino 1350-1415    | Marco 1350-1415  | Marco 1350-1415  | Lanfranco 1350-1415 | Lanfranco 1350-1415 | Bertolacio 1350-1438 | Bertolacio 1350-1438 | Alberto 1350-1415 | Alberto 1350-1415 | Antonio 1350-1438 | Antonio 1350-1438 |
|                  |                     |                     |                     |                     |                     |                     |                     |                  |                  |                     |                     |                      |                      |                   |                   |                   |                   |
|                  |                     |                     |                     |                     |                     |                     |                     |                  |                  |                     |                     |                      |                      |                   |                   |                   |                   |
| Raimondino       | Raimondino          | Ziliolo 1465-1506   | Ziliolo 1465-1506   | Giovanni Donato     | Giovanni Donato     |                     |                     |                  |                  |                     |                     |                      |                      |                   |                   |                   |                   |
|                  |                     |                     |                     |                     |                     |                     |                     |                  |                  |                     |                     |                      |                      |                   |                   |                   |                   |
|                  |                     |                     |                     |                     |                     |                     |                     |                  |                  |                     |                     |                      |                      |                   |                   |                   |                   |
|                  | Gerolamo            | Gerolamo            | Francesco 1506-1562 | Francesco 1506-1562 |                     |                     |                     |                  |                  |                     |                     |                      |                      |                   |                   |                   |                   |